# مهندسی اطلاعات
این مقاله در مورد رویکرد مهندسی نرم‌افزار است. برای رشته مهندسی، مهندسی اطلاعات (رشته) را ببینید.
مهندسی اطلاعات (IE) که با نام‌های مهندسی فناوری اطلاعات (ITE)، روش‌شناسی مهندسی اطلاعات (IEM) یا مهندسی داده نیز شناخته می‌شود، یک رویکرد مهندسی نرم‌افزار برای طراحی و توسعه سیستم‌های اطلاعاتی است.
مهندس داده کسی است که خطوط ETL داده‌های بزرگ را ایجاد می‌کند و امکان برداشت مقادیر زیادی از داده‌ها و تبدیل آن به مفاهیم معنادار را فراهم می‌کند. آنها روی آمادگی تولید داده‌ها و مواردی مانند فرمت‌ها، انعطاف‌پذیری، مقیاس بندی و امنیت متمرکز هستند. مهندسان داده معمولاً از دانش زمینه مهندسی نرم‌افزار برخوردار هستند و در زبان‌های برنامه‌نویسی مانند جاوا، پایتون و اسکالا مهارت دارند.

## تاریخچه
مهندسی فناوری اطلاعات بیشتر به عنوان مهندسی اطلاعات شناخته می‌شد. این در اوایل قرن بیست و یکم تغییر کرد و مهندسی اطلاعات معنای جدیدی پیدا کرد.
مهندسی فناوری اطلاعات دارای تاریخچه ای می‌باشد که به نحوی دارای مشکل است و دو موضوع کاملاً متمایز را دنبال می‌کند. این بین سال‌های ۱۹۷۶ و ۱۹۸۰ از استرالیا آغاز شد و برای اولین بار در مجموعه‌ای از مقاله‌های Six InDepth منتشر شده با همین نام توسط US Computerworld در ماه مه تا ژوئن ۱۹۸۱ پدیدار شد. مهندسی فناوری اطلاعات ابتدا تجزیه و تحلیل داده‌ها و تکنیک‌های طراحی پایگاه داده را ارائه کرد که می‌توانست توسط مدیران پایگاه داده (DBA) و توسط تحلیلگران سیستم برای توسعه طرح‌ها و سیستم‌های پایگاه داده، بر اساس درک نیازهای پردازش عملیاتی سازمان‌ها برای دهه ۱۹۸۰ مورد استفاده قرار گیرد.
کلایو فینکلشتاین (Clive Finkelstein) به عنوان «پدر» مهندسی فناوری اطلاعات شناخته می‌شود. که مفاهیم آن را از سال ۱۹۷۶ تا ۱۹۸۰ بر اساس کارهای اصلی انجام‌شده توسط خود او برای ایجاد پل از برنامه‌ریزی استراتژیک کسب‌وکار به سیستم‌های اطلاعاتی توسعه داده‌است. او اولین مقاله را در مورد مهندسی فناوری اطلاعات نوشت: مجموعه ای متشکل از شش مقاله عمیق به همین نام که توسط US Computerworld در ماه مه تا ژوئن ۱۹۸۱ منتشر شد. او همچنین با جیمز مارتین در نوشتن گزارش تأثیرگذار مؤسسه Savant با عنوان «مهندسی اطلاعات» همکاری کرد، که در نوامبر ۱۹۸۱ منتشر شد.
رشته فینکلشتاین از سال ۱۹۷۶ به عنوان نوع تجارت محور ITE تکامل یافت. رشته مارتین به نوع پردازش داده محور (DP) ITE تبدیل شد. از سال ۱۹۸۳ تا 1986 ITE بیشتر به یک نوع قوی‌تر مبتنی بر کسب‌وکار از ITE تبدیل شد که هدف آن رسیدگی به یک محیط تجاری به سرعت در حال تغییر بود. مدیر فنی آن زمان، چارلز ام. ریختر، از سال ۱۹۸۳ تا ۱۹۸۷، با هدایت کلایو فینکلشتاین، با اصلاح روش ITE و همچنین کمک به طراحی محصول نرم‌افزاری ITE (داده - کاربر) که به خودکارسازی روش ITE کمک کرد، نقش مهمی را ایفا کرد، و راه را برای نسل بعدی معماری اطلاعات باز کرد.